# Wilhelmine (Sängerin)
Wilhelmine (eigentlich Wilhelmine Schneider; * 1990 in Berlin) ist eine deutsche Popmusikerin. 

## Leben
Wilhelmine wuchs in einem besetzten Haus in Berlin-Kreuzberg auf. Als sie sechs Jahre alt war, zogen ihre Eltern mit ihr ins Wendland nach Schweskau. Wilhelmine studierte eine Zeitlang Betriebswirtschaftslehre. Sie spielte aktiv Fußball, unter anderem in der niedersächsischen Landesauswahl. Wilhelmine lebt offen lesbisch.

## Karriere
Schon mit elf Jahren machte sie Musik. Bereits 2015 veröffentlichte sie die Single Bleib stehen, von der sie sich später distanzierte. In ihrer ersten offiziellen Single Meine Liebe, die sie im Spätsommer 2018 geschrieben und im Herbst 2019 veröffentlicht hatte, machte sie ihr Coming Out zum Thema. Der Titel Du beschäftigte sich mit Alkoholsucht im engsten Familienkreis. 2020 brachte Warner Music ihre Debüt-EP Komm wie du bist mit fünf Songs heraus, die Platz 1 (als CD) bzw. Platz 2 (als Vinyl) der „Aufsteiger des Tages“ bei Amazon erreichte. Wilhelmine durfte daraufhin im ARD-Morgenmagazin auftreten.
2022 erschien ihr Album Wind, das Platz 10 der deutschen Albumcharts erreichte.

## Rezeption
Laut diffusmag.de beweist Wilhelmine „ein sicheres Händchen für emotionale Texte und große Refrains“. Ihre Mission sei es, „liebevolle Botschaften in ihren Songs unterzubringen und diese mit akustischen Beats und organischen Pop-Sounds zusammenzubringen“.

## Diskografie

### Alben
- 2022: Wind (Warner Music Group)
- 2024: Meere (Warner Music Group)

### EPs
- 2020: Komm wie du bist (Warner Music Group)
- 2020: Live bei TV Noir (Warner Music Group)

### Singles
- 2015: Bleib stehen
- 2019: Meine Liebe
- 2019: Du
- 2020: Solange du dich bewegst
- 2021: Drip
- 2021: Eins sein
- 2021: Feuervogel
- 2021: Fluss
- 2022: Besonders
- 2022: An all diesen Tagen
- 2022: Schwarzer Renault
- 2022: Ich gehör wieder mir
- 2022: Sicher
- 2022: Mein Bestes
- 2023: Nie wieder wegrennen
- 2023: Paula

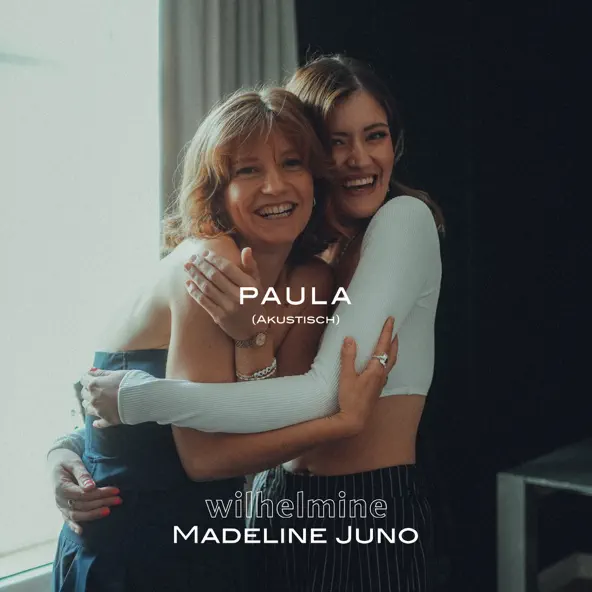
Frontcover zu Paula (Akustisch).

- 2023: Paula (Akustisch) (mit Madeline Juno)
- 2024: sie
- 2024: viele
- 2024: Vergleiche (mit Mele)
- 2025: Salz in der Luft (mit Florian Künstler)

### Featurings
- 2024: dafür oder dagegen (feat. Wilhelmine) – Mieze Katz, Mia. & Wilhelmine